# Vodafone 803T
Vodafone 803T（ボーダフォン803T）及び、後のSoftBank 803T（ソフトバンク803T）は、東芝が開発し、2005年に当初はボーダフォン日本法人、その後はソフトバンクモバイルが販売するW-CDMA通信方式のVodafone 3G（現SoftBank 3G）サービスを利用可能な携帯電話端末。TTF通過は2005年4月26日。

## 対応サービス
| 主な対応サービス | 主な対応サービス   | 主な対応サービス | 主な対応サービス |
| ---------------- | ------------------ | ---------------- | ---------------- |
| サークルトーク   | ホットステータス   | Yahoo!mocoa      | S!ループ         |
| S!タウン         | ライブモニター     | S!CAST           | S!FeliCa         |
| S!アプリ         | 着うたフル／着うた | レコメール       | 国際ローミング   |

## 特徴
ミュージックプレイヤー用として、背面にキーと大きめのサブディスプレイがあり、音楽を携帯で聴くという音楽携帯を確立した機種である。東芝製音楽携帯の源流ともいえ、後のPlay-Tに繋がる。（2005年春モデルとして、）カメラ機能が226万画素であったりとミュージックケータイ以外のスペックも充実している。また、インカメラが付いていないのでテレビ電話を利用したい人は注意が必要である。
端末のサイズを小型化した後継機Vodafone 705Tが発表されるが、本端末は、Vodafone 705Tとともにソフトバンクモバイルリモデル（SoftBank 803T）仕様でも発売されるなど比較的長い期間販売された機種である。